# Talaphorus chlorocercus
O beija-flor-pintado, também conhecido pelo nome de colibri-das-margens ou, simplesmente beija-flor-verde (nome científico: Talaphorus chlorocercus), é uma espécie de ave apodiforme pertencente à família dos troquilídeos, que inclui os beija-flores. É o único representante do gênero Talaphorus, que é monotípico. Por sua vez, também é, consequentemente, a espécie-tipo deste gênero. Pode ser encontrada em altitudes entre o nível do mar, restringido até os 400 metros acima do mesmo, e distribuindo-se desde oeste do Brasil, extremo-sul da Colômbia, leste do Equador e norte do Peru.

## Etimologia
Etimologicamente, na nomenclatura binomial, seus nomes latinos do gênero e do descritor específico, respectivamente, são derivados de termos da língua grega antiga, originalmente. O nome científico deste gênero foi constituído pelas palavras: ταλας, talas, o que significa literalmente "miserável, desafortunado"; adicionado de outro, dessa vez -φορος, -phoros, uma palavra que significa "carregando", por meio do verbo φερω, pherō, que significa "carregar". Com isso, este nome significaria algo como "aquele que possui cor singela, simples, modesta", referenciando que o beija-flor não apresenta cores chamativas ou a plumagem extravagante, como no caso de outras espécies (com o exemplo mais extremo sendo o beija-flor-garganta-de-fogo). Seu descritor específico, entretanto, baseia-se principalmente em uma descrição de cor, onde os termos gregos antigos χλωρος, khlōros, que significa literalmente "verde"; e κερκος, kerkos, significando a palavra "cauda".
Seus nomes comuns dentro do português brasileiro e português europeu, respectivamente, se baseiam nas características fisiológicas desta ave: com "beija-flor-verde" sendo mais descritivo, referenciando as cores da plumagem; enquanto a palavra "beija-flor-pintado" se refere às partes salpicadas do corpo, que parecem com pintas. O dialeto português europeu apresenta o nome comum mais divergente: "colibri-das-margens", visto que não se utiliza de adjetivos descritivos, mas de termos geográficos, em referência às preferências de habitat da espécie.

## Descrição
O beija-flor-pintado apresenta uma média de cerca de 12 centímetros de comprimento, com a faixa de peso  estando em torno dos seis gramas, podendo ser para mais ou para menos. O comprimento, embora esteja dentro da média, lhe caracteriza entre as maiores das espécies de beija-flores do Brasil. Ambos seus sexos possuem um bico preto curto ligeiramente curvilíneo, além das partes superiores esverdeadas e uma faixa branca atrás dos olhos, características marcantes da subfamília onde pertence. O bico das fêmeas é mais longo do que aquele dos machos, embora a diferença seja quase mínima, mostrando um baixo dimorfismo sexual, onde os sexos são essencialmente idênticos. Os adultos possuem o píleo e o pescoço em bronze e o restante das partes superiores é verde-acinzentado a verde-bronze. A garganta é verde-oliva que às vezes aparece salpicada de verde-dourado e o resto de seu abdômen é esbranquiçado. A cauda é verde-cinzento claro a verde-oliva com suas pontas acinzentadas na região das penas internas, ao que teias externas são acinzentadas nas outras. As penas externas também têm uma barra escura próxima ao final. Os juvenis são muito semelhantes, mas têm partes inferiores marrom-acinzentadas.

## Sistemática
Esta espécie foi originalmente introduzida como uma representante do gênero Leucippus, em torno do final de 1866, pelo importante ilustrador científico inglês e ornitólogo John Gould. Seu tipo nomenclatural havia sido encontrado anteriormente no alto rio Ucayali, no leste do Peru. Um estudo filogenético molecular de 2014, publicado pela Current Biology, descobriria que o gênero no qual este foi incluído era polifilético, este que ordenaria uma reclassificação da espécie dentro do gênero ressurgido Talaphorus, que foi introduzido no ano de 1874, pelos ornitólogo e o colecionador de espécimes, Étienne Mulsant e Édouard Verreaux. Os responsáveis pela reclassificação da espécie são os pesquisadores Frank Gary Stiles, Vítor de Queiroz Piacentini e James van Remsen, Jr., publicadores dos estudos sobre a sistemática dos beija-flores. Um tempo depois, esta denominação nomenclatural teria seu reconhecimento oferecido pelos South American Classification Committee da American Ornithologists'  Union e International Ornithological Committee, além da taxonomia de Clements/eBird. Entretanto, o Handbook of the Birds of the World, publicado pela BirdLife International, ainda classifica esta ave como parte de Leucippus. Sendo único representante de seu gênero, ele se classifica como um monotipo, no qual a espécie caracteriza-se como a espécie-tipo do gênero Talaphorus. Não possui nenhuma subespécie reconhecida, sendo uma espécie monotípica.

## Distribuição e habitat
O beija-flor-pintado pode ser encontrado ao longo do alto rio Amazonas e em seus principais afluentes no noroeste do Brasil, leste do Equador, até nordeste do Peru e extremo sudeste da Colômbia. Apresentando requisitos de habitat únicos entre os troquilídeos, tal ave é encontrada quase que exclusivamente em ilhas fluviais recentemente formadas e, às vezes, na costa adjacente. Mantém-se em bosques arbustivos e pela e vegetação sucessiva precoce. Em elevação, este se restringe aos 400 metros acima do nível do mar.

## Comportamento
O beija-flor-pintado é geralmente sedentário, embora realize alguma movimentação local, provavelmente migração de elevação.

### Alimentando
O beija-flor-pintado procura por néctar pelas plantas com flor de pelo menos dez famílias. Além disso, a espécie, ocasionalmente, pode se alimentar de alguns insetos e artrópodes encontrados em folhas.

### Reprodução
Não se sabe sobre a época de reprodução do beija-flor-pintado. Seu ninho apresenta forma de copo, e é composto de fibras vegetais e fibras amarradas com teia de aranha e líquen na região externa. As fêmeas são responsáveis por incubar a ninhada de dois ovos por 14 a 15 dias e a emplumação ocorre cerca de 20 dias após a eclosão.

### Vocalização
O canto do beija-flor-pintado é "uma série monófona de notas multissilábicas, dando por exemplo 'clichew clichew clichew...'" e seus cantos incluem "um agudo 'seek', um vigoroso 'seeuee', uma tagarelice rica e um forte 'tcht '".

## Estado de conservação
A Lista Vermelha de Espécies Ameaçadas, publicada pela IUCN, considerou o beija-flor-pintado como uma espécie "pouco preocupante". No entanto, possui um alcance restrito e as suas tendências populacionais e aumento são desconhecidos. Não seria identificada qualquer ameaça imediata. É considerado bastante comum ao longo das margens do sistema hidroviário e em outros rios por onde se distribui.